# オリジナルカード
オリジナルカードとは、トレーディングカードゲーム（以下TCG）において、プレイヤー、ユーザー、元来の製造販売元以外のメーカー（サードパーティー）が創作/製作（通常は既出市販作品のシステムを流用）する二次創作/製作品のカード群の総称である。通常は「オリカ」と略されることが多い。

## 概要
二次創作の「非公式カード」は、製品製造元から販売されている公式のカードではないため、公式大会では「禁止カード」「使用できないカード」などと同様の扱いになる。これは、大抵のタイトルにある、「デッキの構築には公式のカードを使わなければならない」というルールに反するためである。大会に参加した際にデッキにオリジナルカードが混入している事が判明した場合、それらをデッキから外せば大会に参加できるタイトルもあるが、タイトルによってはデッキに「不正カード」が含まれていたとして、その時点で即刻失格という扱いを受けることもある。こういったルールはメーカー、タイトルによって違いがある。
本来はブシロードが製造販売元である『ChaosTCG』のシリーズの内、AXIAの製作している東方Project版二次製作オリジナルシリーズであった『東方混沌符』は特定のショップや大会会場でのみの販売となる。なお『東方混沌符』は以前は他の「非公式カード」同様の扱いであったが、2013年の公式大会からブシロード一般市販シリーズと同様の扱い（AXIA社の表現では「合流」）となり、《OS-東方混沌符》として世界大会を含む全ての公式大会での使用が可能となった。更に《OS-東方混沌符》は公式ルール（2014年4月現在は、ChaosTCG総合ルールver.2.35が最新）にも他の作品と同列に記載されているが、これはオリジナルカードとしては極めて異例の事態といえる。
トレーディングカードアーケードゲーム（TCAG）の場合はカードに特殊な加工が施されており、二次創作の非公式カードでは筐体に認識されない。そのため、非公式カードによる不正は事実上不可能であり、ゲームプレイや公式大会における非公式カード問題はほとんど聞かれない。使用する場合はスリーブに入れる際に正規カードに重ねて入れる方法（見た目を変えるだけ）がほとんどである（ただし、裏表の認識のある『アクエリアンエイジオルタナティブ』ではこの方法も使えない）。
マジック:ザ・ギャザリングでは、特定のイベントで優秀な成績を収めることでカードの原案を製作会社に提出することができるほか、インターネットを介してプレイヤーがカード製作に関わることのできる企画も行われた。